# Tonnenhof Bremerhaven

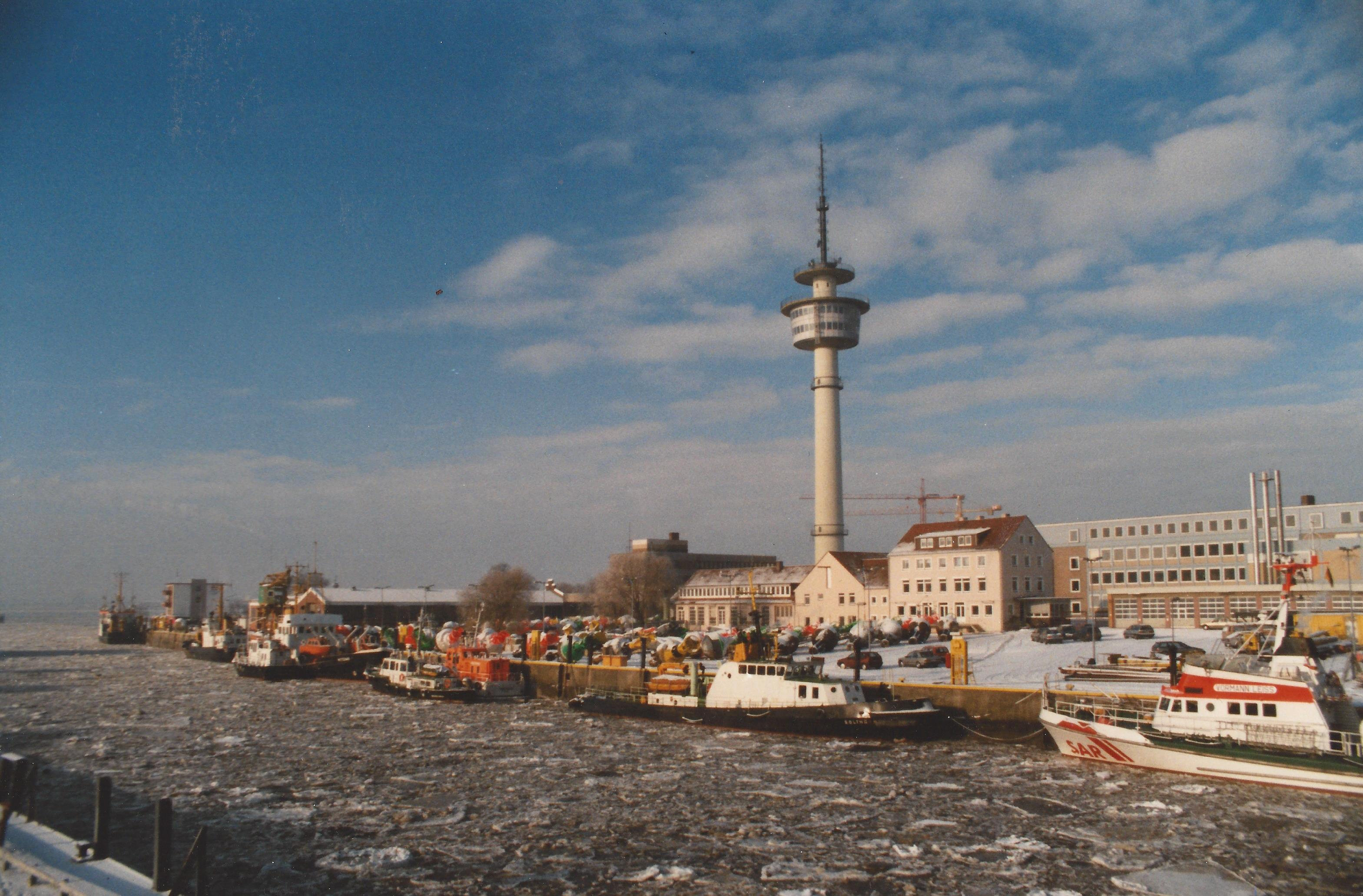
Eisgang am Tonnenhof (1998)

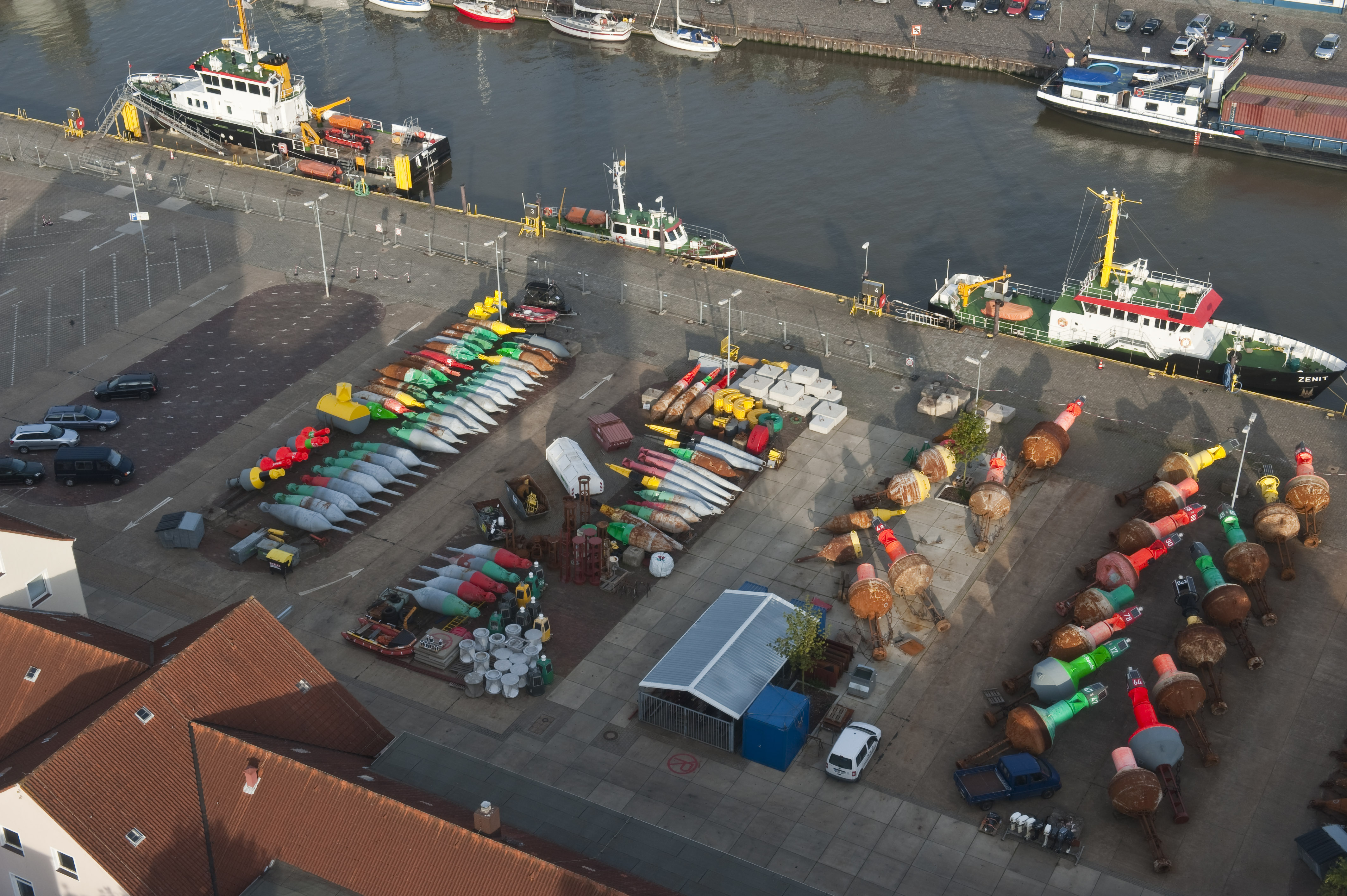
Tonnenhof an der Geeste (2010)

Vom Tonnenhof Bremerhaven werden die Schifffahrtszeichen in der Außenweser gewartet und ausgebracht. Der an der Geestemündung in Bremerhaven liegende Tonnenhof gehörte zum 1876 gegründeten Tonnen- und Bakenamt zu Bremen, nach dem Zweiten Weltkrieg zum Wasser- und Schifffahrtsamt Bremerhaven (WSA). Seit dem 8. April 2019 gehört er zum neu geschaffenen Wasserstraßen- und Schifffahrtsamt Weser-Jade-Nordsee.
Das Bauwerk wurde 2000 unter Bremer Denkmalschutz gestellt.

## Geschichte
Die älteste schriftliche Überlieferung von Fahrwassermarkierungen der Stadt Bremen, stammt vom 16. Juni 1410, als Bremen einen Friedensvertrag mit den Rüstringer Häuptlingen Edo Wiemken, Lübbe und Memme Sibet schloss. Zuständig für das Tonnenwesen in der Weser war bis 1849 die Bremer Kaufmannschaft, vertreten durch die Elterleute in Bremen und  dann bis 1876 die Handelskammer Bremen.

### Vom Tonnen- und Bakenamt bis heute

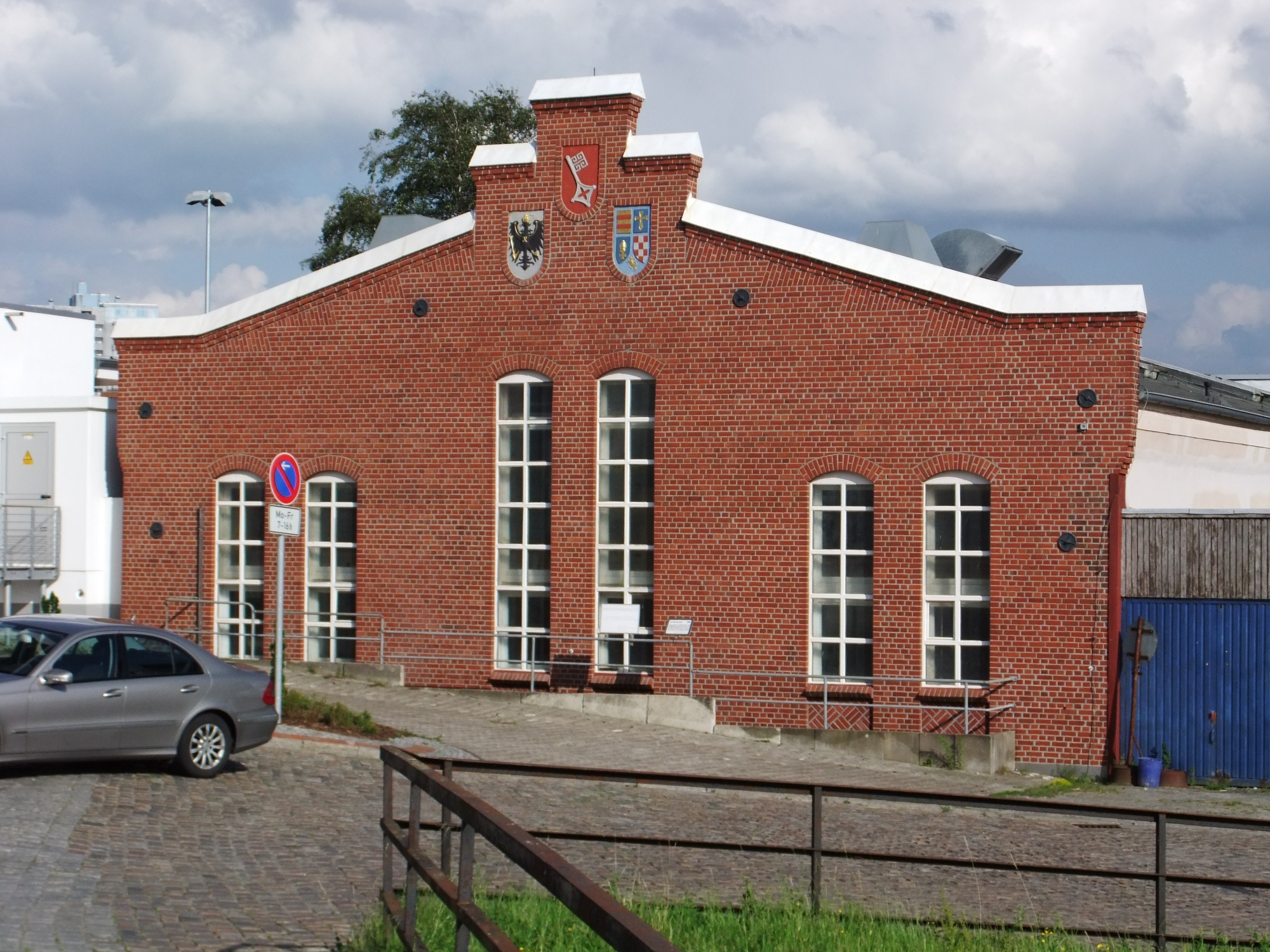
Der Tonnenschuppen …

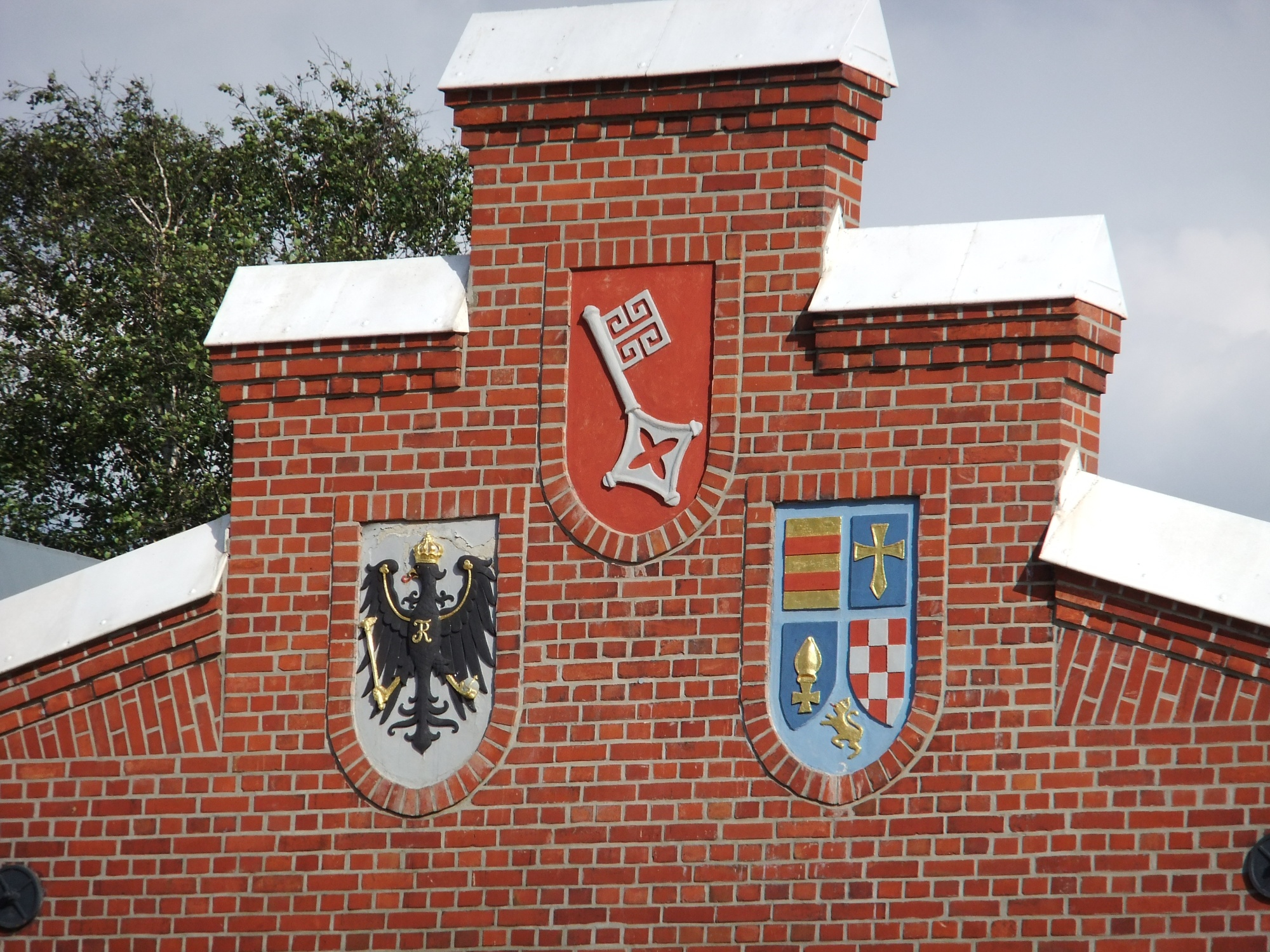
… mit den Wappen Preußens, Bremens und Oldenburgs, der drei beteiligten Länder

Vom 6. März 1876 bis 1921 war dann das Tonnen- und Bakenamt zuständig. Dieses war eine gemeinsame Landesbehörde der drei Anrainerstaaten an der Unter- und Außenweser bestehend aus der Freien Hansestadt Bremen, dem Großherzogtum Oldenburg und dem Königreich Preußen, vertreten durch die Provinz Hannover. Sitz des neuen Amtes war der Tonnenhof.
Ab 1921 übernahm das Reichsverkehrsministerium des Deutschen Reichs in Berlin diese Aufgabe, vertreten durch die  Reichswasserstraßenverwaltung. 1950 übernahm die Wasser- und Schifffahrtsverwaltung (WSV) des Bundes diese Funktion, vertreten durch die Wasser- und Schifffahrtsdirektion Nordwest (WSD) in Aurich und das Wasser- und Schifffahrtsamt Bremerhaven (WSA) an der Geeste. Das erste Großprojekt der neuen Behörde war der Leuchtturm Roter Sand, der von 1881 bis 1885 in der Außenweser errichtet wurde.
Auf dem Gelände des WSA Bremerhaven stehen die Dienst- und Verwaltungsgebäude, die Werkstätten und der Tonnenhof. An der Kaje liegen die Spezialschiffe, wie die Tonnenleger und die Kontroll- und Vermessungsschiffe, sowie als ständiger Gast der in Bremerhaven stationierte Seenotkreuzer Hermann Rudolf Meyer der Deutschen Gesellschaft zur Rettung Schiffbrüchiger (DGzRS).
Der Tonnenhof besteht aus dem Tonnenschuppen und den weiteren Schuppen. Die noch heute erhaltene Tonnenhalle aus Backstein entstand von 1909 bis 1910 nach Plänen von Baurat Rudolf Rudloff und Baumeister Paul Beck. Die drei Wappen von Bremen, Oldenburg und Preußen am der Geeste abgewandten Giebel der Tonnenhalle erinnern an das alte Tonnen- und Bakenamt.
Der Tonnenhof wurde bis zum Ersten Weltkrieg und 1882 sowie 1906 bis 1909 zu einer damals modernen Anlage ausgebaut. Auch danach erfolgten immer wieder Aus- und Umbauten.
Das 1949 gegründete WSA baute verschiedene Leuchttürme, wie 1965 den Leuchtturm Alte Weser und 1966 den Leuchtturm Tegeler Plate und vertiefte die Außenweser bis auf 14 Meter.
Am 8. April 2019 wurde das WSA Bremerhaven mit den benachbarten WSÄ Bremen und Wilhelmshaven zum neuen WSA Weser-Jade-Nordsee zusammengefasst.